# Formula Renault 2.0 Northern European Cup

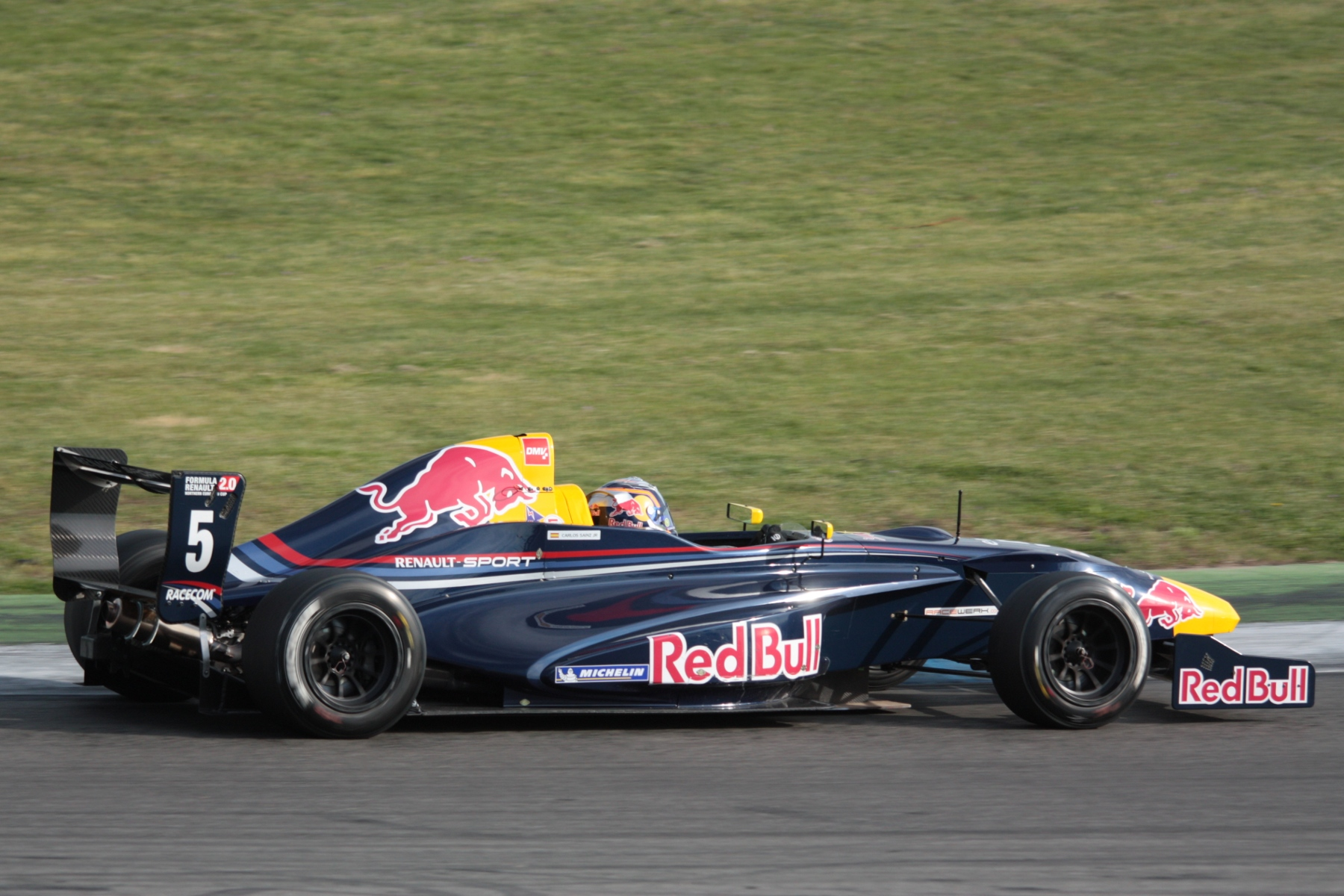
Carlos Sainz Jr. au volant d'une Barazi-Epislon FR2.0 lors de la première course de Formula Renault 2.0 North European Cup au Grand Prix de Stuttgart en 2011.

Les championnat d'Allemagne et championnat des Pays-Bas de Formule Renault ont été créés en 1991 avant de fusionner en 2006 pour donner naissance à la Formula Renault 2.0 Northern European Cup. Faute de participants (seulement quatre pilotes ont fait l'intégralité de la dernière saison), le championnat disparait fin 2018.

## Palmarès de la Northern European Cup
| Année | Nom de la compétition                     | Vainqueur              | Écurie                    |
| ----- | ----------------------------------------- | ---------------------- | ------------------------- |
| 2006  | Formula Renault 2.0 Northern European Cup | Filipe Albuquerque     | JD Motorsport (en)        |
| 2007  | Formula Renault 2.0 Northern European Cup | Frank Kechele          | Motopark Academy          |
| 2008  | Formula Renault 2.0 Northern European Cup | Valtteri Bottas        | Motopark Academy          |
| 2009  | Formula Renault 2.0 Northern European Cup | António Félix da Costa | Motopark Academy          |
| 2010  | Formula Renault 2.0 Northern European Cup | Ludwig Ghidi           | Van Amersfoort Racing     |
| 2011  | Formula Renault 2.0 Northern European Cup | Carlos Sainz Jr.       | Koiranen Bros. Motorsport |
| 2012  | Formula Renault 2.0 Northern European Cup | Jake Dennis            | Fortec Motorsport         |
| 2013  | Formula Renault 2.0 Northern European Cup | Matt Parry             | titre non dercerné        |
| 2014  | Formula Renault 2.0 Northern European Cup | Ben Barnicoat          | Josef Kaufmann Racing     |
| 2015  | Formula Renault 2.0 Northern European Cup | Louis Delétraz         | Josef Kaufmann Racing     |
| 2016  | Formula Renault 2.0 Northern European Cup | Lando Norris           | Josef Kaufmann Racing     |
| 2017  | Formula Renault 2.0 Northern European Cup | Michaël Benyahia       | R-ace GP                  |
| 2018  | Formula Renault 2.0 Northern European Cup | Doureid Ghattas        | R-ace GP                  |

## Palmarès du championnat d'Allemagne
| Année | Vainqueur          | Nationalité  |
| ----- | ------------------ | ------------ |
| 1991  | Joachim Beule      | Allemagne    |
| 1992  | Thomas Wöhrle      | Allemagne    |
| 1993  | Arnd Meier         | Allemagne    |
| 1994  | Marcel Tiemann     | Allemagne    |
| 1995  | Ralf Druckenmüller | Allemagne    |
| 1996  | Alexander Müller   | Allemagne    |
| 1997  | Robert Lechner     | Autriche     |
| 1998  | Hugo van der Harn  | Pays-Bas     |
| 1999  | Zsolt Baumgartner  | Hongrie      |
| 2000  | Pas organisé       | Pas organisé |
| 2001  | Marcel Lasée       | Allemagne    |
| 2002  | Christian Klien    | Autriche     |
| 2003  | Ryan Sharp         | Royaume-Uni  |
| 2004  | Scott Speed        | États-Unis   |
| 2005  | Pekka Saarinen     | Finlande     |

## Palmarès du championnat des Pays-Bas
| Année | Vainqueur            | Nationalité |
| ----- | -------------------- | ----------- |
| 2003  | Paul Meijer          | Pays-Bas    |
| 2004  | Junior Strous        | Pays-Bas    |
| 2005  | Renger Van der Zande | Pays-Bas    |